# Triphaenopsis albipunctata
Triphaenopsis albipunctata là một loài bướm đêm trong họ Noctuidae.